# Pasythea laevigata
Pasythea laevigata är en mossdjursart som först beskrevs av Campbell Easter Waters 1883.  Pasythea laevigata ingår i släktet Pasythea och familjen Pasytheidae. Inga underarter finns listade i Catalogue of Life.